# Landri Sales
Landri Sales là một đô thị thuộc bang Piauí, Brasil. Đô thị này có diện tích 1193,316 km², dân số năm 2007 là 5618 người, mật độ 4,71 người/km².